# 木卫六十
S/2003 J 3是环绕木星运行的一颗卫星。它在2003年被由斯科特·谢泼德領導的夏威夷大學一個天文小組發現。

## 概述
S/2003 J 3的直徑約2公里，公轉軌道的平均半徑為19.622 Gm，公轉周期561.518日，軌道傾角146°，軌道離心率為0.2507。